# Mangua convoluta
Mangua convoluta är en spindelart som beskrevs av Forster 1990. Mangua convoluta ingår i släktet Mangua och familjen Synotaxidae. Inga underarter finns listade i Catalogue of Life.